# Ephies dilaticornis
Ephies dilaticornis är en skalbaggsart som beskrevs av Francis Polkinghorne Pascoe 1869. Ephies dilaticornis ingår i släktet Ephies och familjen långhorningar.
Artens utbredningsområde är Sarawak. Inga underarter finns listade i Catalogue of Life.